# 蘇綽
蘇 綽（そ しゃく、498年 - 546年）は、西魏の文人・官僚・政治家。字は令綽。蘇椿の兄。本貫は武功郡。

## 経歴
北魏の武功郡太守の蘇協の子として生まれた。若くして学問を好み、書物を広く読み、算術をもっとも得意とした。従兄の蘇譲が汾州刺史として赴任するにあたって、宇文泰が蘇氏の子弟で任用すべき者を訊ねると、蘇譲は蘇綽を推薦した。宇文泰は蘇綽を召し出して行台郎中に任じた。在官して1年あまり、宇文泰は蘇綽の力量を知る機会のないまま忘れ去っていたが、行台では蘇綽が公文書の書式を定めて、台中ではその才能を認められていた。後に宇文泰が僕射の周恵達と事務を議論したことがあったが、周恵達が答えられなかったため、持ち帰って蘇綽を召し出し、蘇綽が回答を用意した。周恵達がまた宇文泰に会って回答を示すと、宇文泰はこれを褒め、誰がこの回答を作ったのか訊ねた。周恵達は蘇綽の名を挙げ、王佐の才を持っていると賞賛した。まもなく蘇綽は著作佐郎に任じられた。
宇文泰が公卿たちとともに昆明池に漁を観に行ったことがあった。城西にある漢の故倉の地まで来て、側近たちに訊ねたが、誰も知る者がいなかった。ある人が蘇綽が物知りであるというので、宇文泰は蘇綽を召し出すと、蘇綽は詳しく由来を説明した。宇文泰は喜んで、天地の創成から歴代の王朝の興亡までを訊ねた。蘇綽は流れるように応答したので、宇文泰はますます喜んだ。蘇綽と馬を並べて、話しながら池までゆっくりと進んでいき、目的であったはずの小網は設けられないまま、また帰って行った。夜になっても蘇綽を留め、統治の道について諮問し、宇文泰は寝転がって蘇綽の話を聴いた。蘇綽は帝王の道を述べ、申不害や韓非子の説の概要を語った。宇文泰は夜が明けても対話に飽きず、朝になって「蘇綽は真の奇士である。これに政治を任せたい」と周恵達に漏らした。蘇綽はすぐさま大行台左丞に任じられ、機密に参与するようになった。蘇綽は公文書の書式や雛形を定め、計帳や戸籍の制式にまで朱墨を入れて改めた。
537年（大統3年）、東魏の高歓が兵を3道に分けて進攻してくると、西魏の諸将は対応して兵を分けて防ぐように意見したが、蘇綽は宇文泰とともに兵力を集中させる作戦を支持した。宇文泰の率いる西魏軍は動員可能な全軍を挙げて竇泰を迎え撃ち、これを潼関で捕らえた。538年（大統4年）、蘇綽は衛将軍・右光禄大夫の位を加えられ、美陽県子に封じられた。通直散騎常侍の位を加えられ、爵位を伯に進めた。544年（大統10年）、大行台度支尚書に任じられ、著作を領知し、司農卿を兼ねた。
宇文泰は強国富民の道を広めるべく、ときの政治の改革を志し、蘇綽もこれに協力した。官員を減らして、二長を置き、屯田を設けて軍事や国事の資本に充てた。また545年（大統11年）には六条詔書の文案を作って、これを施行させた。
蘇綽の生活は質素で、産業を営むこともなかったため、家には余分な財産がなかった。広く賢俊の才人を求めて、推挙した人物はみな大官に上った。宇文泰もかれを信任して、その仕事には干渉せず、宇文泰が遠出するときには空白の公用紙を預けて、留守中の処分を全て委任するほどであった。過労がたたって、晩年の蘇綽は気疾の病に苦しんだ。546年（大統12年）、在官のまま死去した。享年は49。著書に『仏性論』・『七経論』があり、当時に通行した。
子の蘇威が後を嗣いだ。

## 伝記資料
- 『周書』巻23 列伝第15
- 『北史』巻63 列伝第51